# Bijenluizen
De bijenluizen (Braulidae) zijn een familie uit de orde van de tweevleugeligen (Diptera), onderorde vliegen (Brachycera). Wereldwijd omvat deze familie 2 genera en 7 soorten.
In Nederland wordt alleen Braula coeca waargenomen.

## Geslachten
De volgende geslachten zijn bij de familie ingedeeld:
- Braula Nitzsch, 1818
- Megabraula Grimaldi & Underwood, 1986